# Карпенко, Сергей Гордеевич
Сергей Гордеевич Карпенко (укр. Сергій Гордійович Карпенко; 24 сентября 1895, Херсон, Херсонская губерния — 29 сентября 1959, Житомир) — украинский советский актёр театра и кино, народный артист Украинской ССР (1957).

## Биография
Сценическую деятельность начал в 1920 году в Херсонском театре имени Тараса Шевченко.
В 1921—1922 г. — актёр театра-студии имени И. Франко (Херсон — Черкассы).
В 1922—1931 г. играл на сцене театра «Березиль», работал на Киевской киностудии художественных фильмов.
В 1933—1940 г. — в театре Киевского военного округа .
В 1940—1945 г. — в Днепропетровском украинском драматическом театре им. Шевченко.
В киевском драматическом театре им. И. Франко играл в 1945—1948 г.
В 1948—1959 г. — актёр Житомирского украинского музыкально-драматического театра им. И. Кочерги.
Похоронен в Житомире на Русском кладбище.

## Творчество

### Роли в театре
- Шевчук — «Сильные духом» Гребнева и Медведева,
- профессор Кратов — «Сто миллионов» Собко и Балабана,
- Карпо Сидорович — «Не называя фамилий» Минко,
- Туляга — «Кто смеётся последним» Крапивы,
- Окаёмов — «Машенька» Афиногенова,
- Голубь — «История одной любви» К. Симонова и др.

### Роли в кино
Снялся в фильмах:
- 1927 — «Лесной человек» — Полоз,
- 1931 — «Фата моргана»,
- 1932 — «Высота № 5» («Нет таких крепостей»),
- 1956 — «Кровавый рассвет».

## Награды
- Народный артист Украинской ССР (1957).